# Labastide-Marnhac
Labastide-Marnhac è un comune francese di 1 159 abitanti situato nel dipartimento del Lot nella regione dell'Occitania.

## Società

### Evoluzione demografica
Abitanti censiti